# 火山

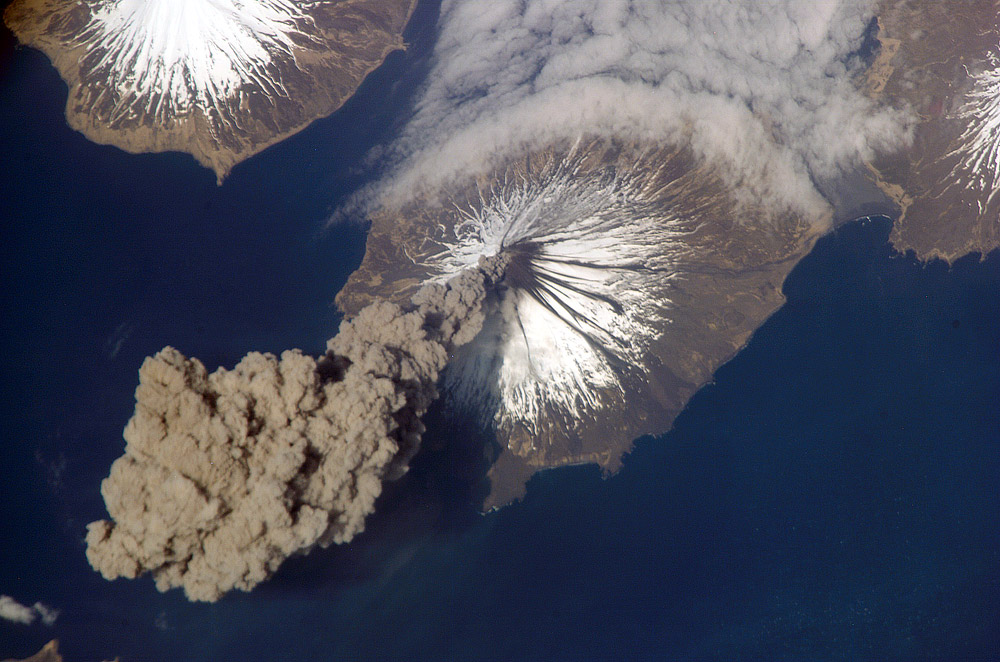
克利夫兰火山，位于阿拉斯加州阿留申群岛，从国际空间站拍摄，2006年5月

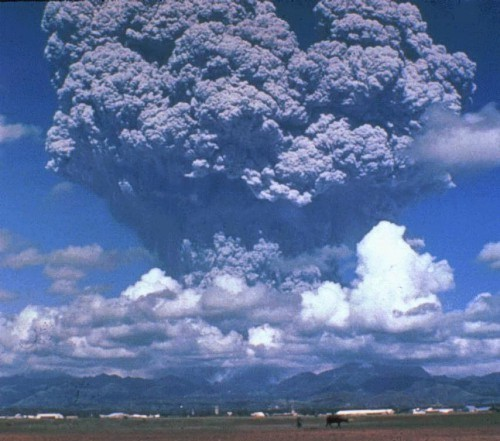
1991年在菲律宾皮纳图博火山爆炸喷发高潮期间，火山灰羽高达19 km。

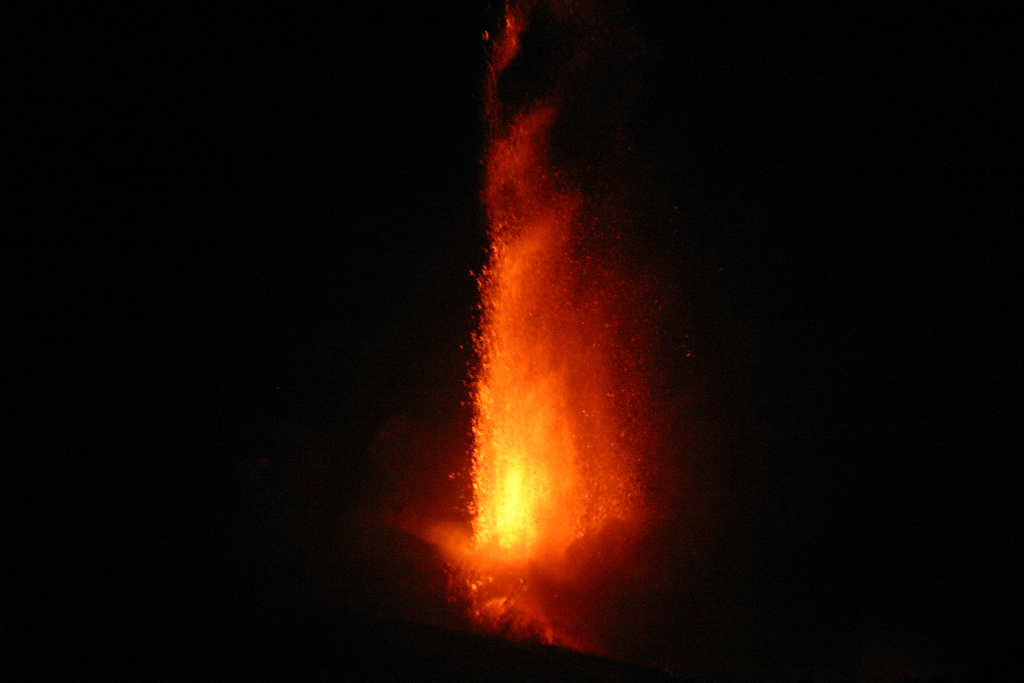
2007年在埃特纳火山的一个爆发柱子，产生火山灰，浮石和熔岩炸弹。

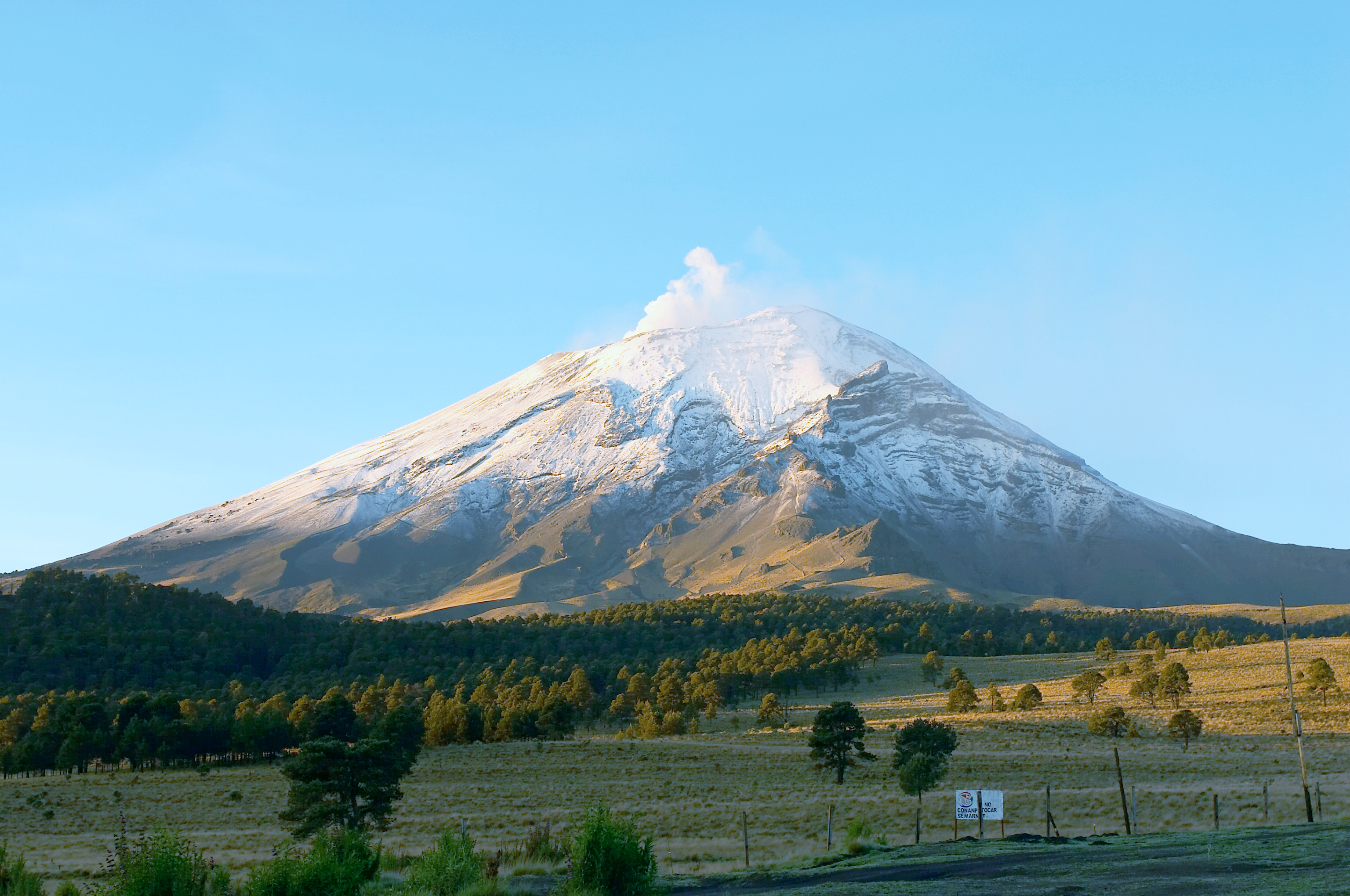
墨西哥波波卡特佩特火山

火山是地表下在岩浆库中的高温岩浆及其有关的气体、碎屑从行星的地壳中喷出而形成的，具有特殊形態的地质结构。
岩石圈由若干板块组成，它们漂浮在地幔的软流层之上，在板块的交界处岩石圈比较破碎，地下岩浆容易在此喷发形成火山。火山可以分为死火山、休眠火山和活火山。在一段时间内，没有出現喷发事件的活火山叫做睡火山（休眠火山）。另外还有一种泥火山，它在科学上严格来说不属于火山，但是许多社会大众也把它看作是火山的一种类型。
火山爆发可能会造成许多危害，常伴有地震，影响范围不仅在火山爆发附近。其中一个危险是火山灰可能对飞机构成威胁，特别是那些喷气发动机，其中灰尘颗粒可以在高温下熔化; 熔化的颗粒随后粘附到涡轮机叶片并改变它们的形状，从而中断涡轮发动机的操作。大型爆发可能会影响气温，火山灰和硫酸液滴遮挡太阳辐射并冷却地球的低层大气（或对流层）; 然而，它们也吸收地球辐射的热量，从而使高层大气（或平流层）变暖。 历史上，火山冬天造成了灾难性的饥荒。
虽然火山喷发会对人类造成危害，但同时它也带来一些好处。例如：可以促进宝石的形成；扩大陆地的面积（夏威夷群岛就是由火山喷发而形成的）；作为观光旅游考察景点，推动旅游业，如日本的富士山。
专门研究火山活动的学科称为火山学。

## 火山的成因及分佈

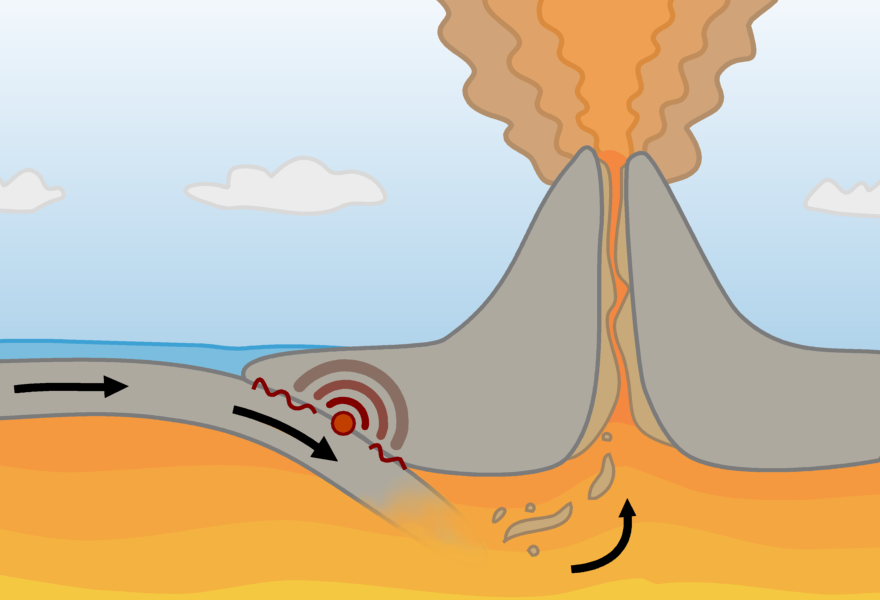
板塊交界處火山的成因

### 聚合板塊邊緣
板塊構造學說主張板塊的運動，是由於地球內部軟流圈的熱對流造成的。而當板塊互相推擠，密度較高的一邊會下降到另一邊下方，稱作俯衝，而發生俯衝的帶狀地區稱為俯衝帶或聚合性板塊交界。地底的高溫會將隱沒的板塊熔融，形成岩漿。岩漿藉由浮力緩緩上升，最後聚集成為岩漿庫，就是火山底部儲存岩漿的場所。而當岩漿中的氣體壓力累積達到一個程度，火山就爆發了。例如：埃特纳火山，与在环太平洋火山带地區的火山。

### 分離板塊邊緣
有些火山分佈在板塊的張裂性交界上，也就是兩個板塊分離的帶狀地區。在這種地區，高溫的地函物質會上升，形成海底火山山脈，稱作中洋脊。当中洋脊在海平面以上时，形成火山岛; 例如冰岛。

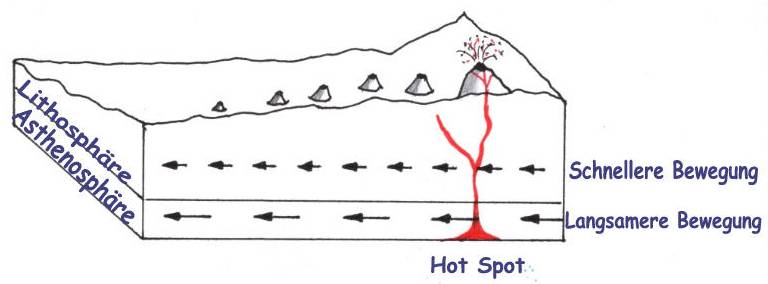
熱點的移動形成火山島鏈

### 熱點
還有一些火山並不位於板塊的交接處，例如美國黃石複式破火山口及夏威夷群島。火山學家稱這些火山是坐落於「熱點」上。目前熱點的作用機制尚不清楚，但科學家普遍認同熱點是由地函底部上升的「熱柱」造成。當板塊在熱點上做水平移動時，便有一連串的火山生成。這樣作用連續發生後，會造成一系列的火山島群，而離熱點越遠的火山其生成年代越老，例如加拉帕戈斯群島就出現此情況。

### 火山的分佈
受火山成因的影響，世界各地的火山大多分佈在板塊交界處，但仍有部分例外（熱點）。主要的火山帶包括：
- 環太平洋火山帶：又稱從南美洲西岸，濱太平洋的安地斯山脈開始，經過中美洲、墨西哥、美國西岸、加拿大到阿拉斯加後，沿阿留申群島及勘察加半島到太平洋西岸的花綵列島，包括千島群島、日本、琉球群島、台灣及其附屬島嶼、菲律賓群島，接著連接印度尼西亞、巴布亞紐幾內亞、索羅門群島，迄紐西蘭。本火山帶之火山數目約佔全世界之75%[4]，且活動相當頻繁。
- 中洋脊火山帶：包括太平洋、大西洋及印度洋三大洋的中洋脊，總長度約80,000公里，約成W形分佈。但中洋脊上火山的分佈並不平均，集中於大西洋中洋脊，有60餘座。太平洋及印度洋中洋脊的火山相對較少。中洋脊的火山以海底火山為主，也有少部分的火山島（例：塞席爾、冰島）。
- 東非火山帶：東非大裂谷是由非洲板塊的地殼運動形成，地質學家預測幾百萬年後，東非可能會分裂成兩個不同的板塊，至今地質活動依然頻繁。較著名的例子有：坦桑尼亚的吉力馬札羅山、剛果民主共和國的尼拉貢戈火山，埃塞俄比亞的爾塔阿雷火山等。
- 地中海─喜馬拉雅火山帶：西從庇里牛斯山始，迄喜馬拉雅山，全長約十萬公里，但分佈不均。歐洲部分多分佈於義大利，例如維蘇威火山、埃特納火山等。愛琴海上的多個島嶼也是火山島，其中聖托里尼島在史前發生過大爆發。中段幾乎無火山。亞洲部分，在印澳板塊及歐亞板塊的交界處分佈著若干火山群。

## 火山的構造
火山錐指火山噴出物在岩漿通道口堆積而成的錐形山丘，其大小受噴出物的物質和大小影響，主要分為寄生熔岩錐、凝灰火山錐、火山渣錐（英語：cinder cone）和凝灰岩錐。火山錐上可能形成小型火山錐，其通道與主體火山錐的通道相連通但無獨立的岩漿源，稱為寄生錐。頂部的漏斗狀窪地（原岩漿噴出口）稱做火山口。岩漿噴出地表的通道，稱為火山喉管，而一旦該通道為冷凝的岩漿阻塞，稱火山頸。

## 火山的外形及地形

### 层状火山
| 层状火山構造的橫切圖：                                                                  | 层状火山構造的橫切圖：                                                       |
| --------------------------------------------------------------------------------------- | ---------------------------------------------------------------------------- |
| 1.主岩漿庫 2.基岩 3.主熔岩通道 4.地面 5.侵入性火成岩脈 6.熔岩岔道 7.火山灰堆積層 8.側翼 | 9.熔岩堆積層 10.火山喉 11.寄山火山錐 12.熔岩流 13.噴發口 14.主火山口 15.灰雲 |

层状火山（Stratovolcano，又稱為成層火山），其外觀多為對稱的錐形。它們是由無數熔岩流不斷堆積形成的。此種火山的熔岩黏滯性較高，通常為安山岩質。因其優美對稱的外型，多成為觀光勝地。大多數成層火山都是獨立山峰。許多著名的山都屬此類，例如：日本的富士山以及御嶽山、台灣的七星山、菲律賓的馬榮火山、美國的聖海倫火山、義大利的維蘇威火山、斯特龙博利火山等。

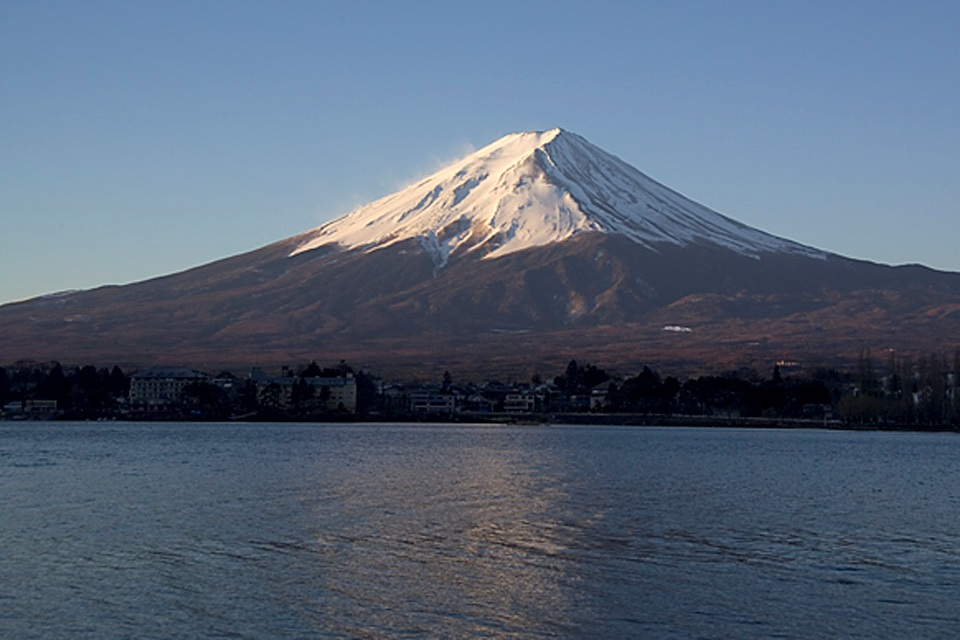
层状火山（图为富士山）

### 盾狀火山

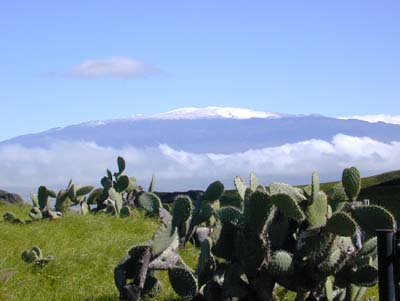
盾狀火山

盾狀火山（Shield Volcano）具有寬廣緩和的斜坡，整體看來就像是一個盾牌。此種火山通常由玄武岩岩漿構成，流動性高，故能夠分布在很大的區域，才能形成寬廣的山形。最著名的例子是夏威夷群島，這個群島的每個島嶼都是一座巨大的盾狀火山。而位於東非大裂谷的爾塔阿雷火山也是盾狀火山，其火山口與夏威夷的基拉韋厄峰一樣擁有十分罕見而長期活動的熔岩湖。

### 火山穹丘

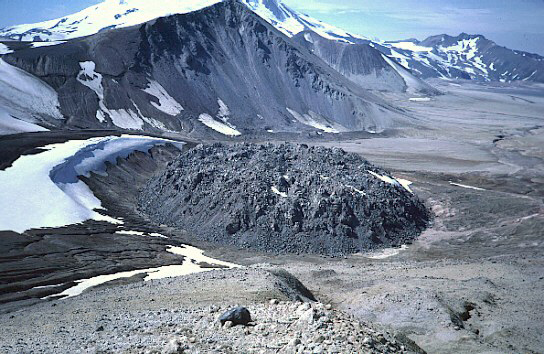
火山穹丘

火山穹丘（lava dome，或稱為熔岩穹丘），常見於火山口內或火山的側翼，是一種圓頂狀的突起，看起來類似某些植物的球根。火山穹丘是由高黏度的熔岩形成的，由於其黏度太高，不能從火山口遠流，在火山口上及其附近冷卻凝固。火山穹丘會成長，這是由於地底岩漿庫的空間不足以容納所有岩漿，導致部分岩漿擠入穹丘下方。如果成長中的穹丘是位於陡峭的山坡上，其成長有可能導致重心的不穩定，最後導致山崩或火山碎屑流。 （页面存档备份，存于）1980年聖海倫火山爆發時歸納於火山穹丘這類側鋒噴發。

### 火山渣錐
火山渣錐（Cinder cone）是指由火成岩屑或火山渣（火山的噴出物質）在火山口周圍堆積而成的山丘。大多數的火山渣錐都很耐侵蝕，因為落到錐上的降雨滲入到高滲水性的火山渣裡，較少對它們的表面進行侵蝕作用。由於火山碎屑物膠結鬆散，故無法形成較高的堆積，通常都小於500公尺。較著名的火山渣錐為墨西哥的帕裡庫廷火山，它是世界上最年輕的火山。

### 其他地形
- 破火山口（Caldera）：破火山口通常是由於火山錐頂部（或一群火山錐）因失去地下熔岩的支撐崩塌形成。外形為碗形的凹地，其直徑為數百公尺至數公里不等。著名的例子是美國黃石國家公園的黃石複式破火山口。其英文名的語源為西班牙文Caldera，意指罐子或大鍋子。
- 低平火山口（maar）：是由岩漿和水相互作用發生爆炸而形成。在地表下形成了深切到圍岩的圓形火山口，並被一個低矮的碎屑環包圍。常常會積水而形成火山湖。其語源為拉丁文的mare，即「海」。參見低平火山口。 （页面存档备份，存于）
- 熔岩台地：或稱熔岩高原，通常是由高流動性的岩漿由一大群裂縫中滲透形成。
- 熔岩平原：火山噴發的區域若整體地勢平坦即稱之。成因與熔岩台地相似。 （页面存档备份，存于）
- 火山溝：由於地下岩漿空虛，引起上方地塊向下發生斷層作用形成寬溝。

## 火山的爆發
火山爆發（volcanic eruption）是指：火山從地面下經由一條通道，將氣體、碎屑或岩漿噴出地表的過程。通常包括三個階段：岩漿形成及初步上升、進入岩漿庫（岩漿的儲存處）及噴發。

### 火山噴發的長短
一些火山學家認為，一座火山的噴發可以分為：
1. 噴發脈波：一次強烈的噴發脈波又引起了數次的噴發脈波
2. 噴發階段：由數個噴發階段組成，持續時間由數天到數年不等
3. 一次噴發：一次持續數秒至數分鐘的噴發

而史密森學會（The Smithsonian Institute）的另一種分法，是以每兩次噴發之間的靜止期間來界定一次完整的噴發。兩次噴發之間的間隔若超過三個月，那這兩次噴發就分屬於兩次不同的噴發。

### 影響的因素

#### 岩漿的成分及流動性

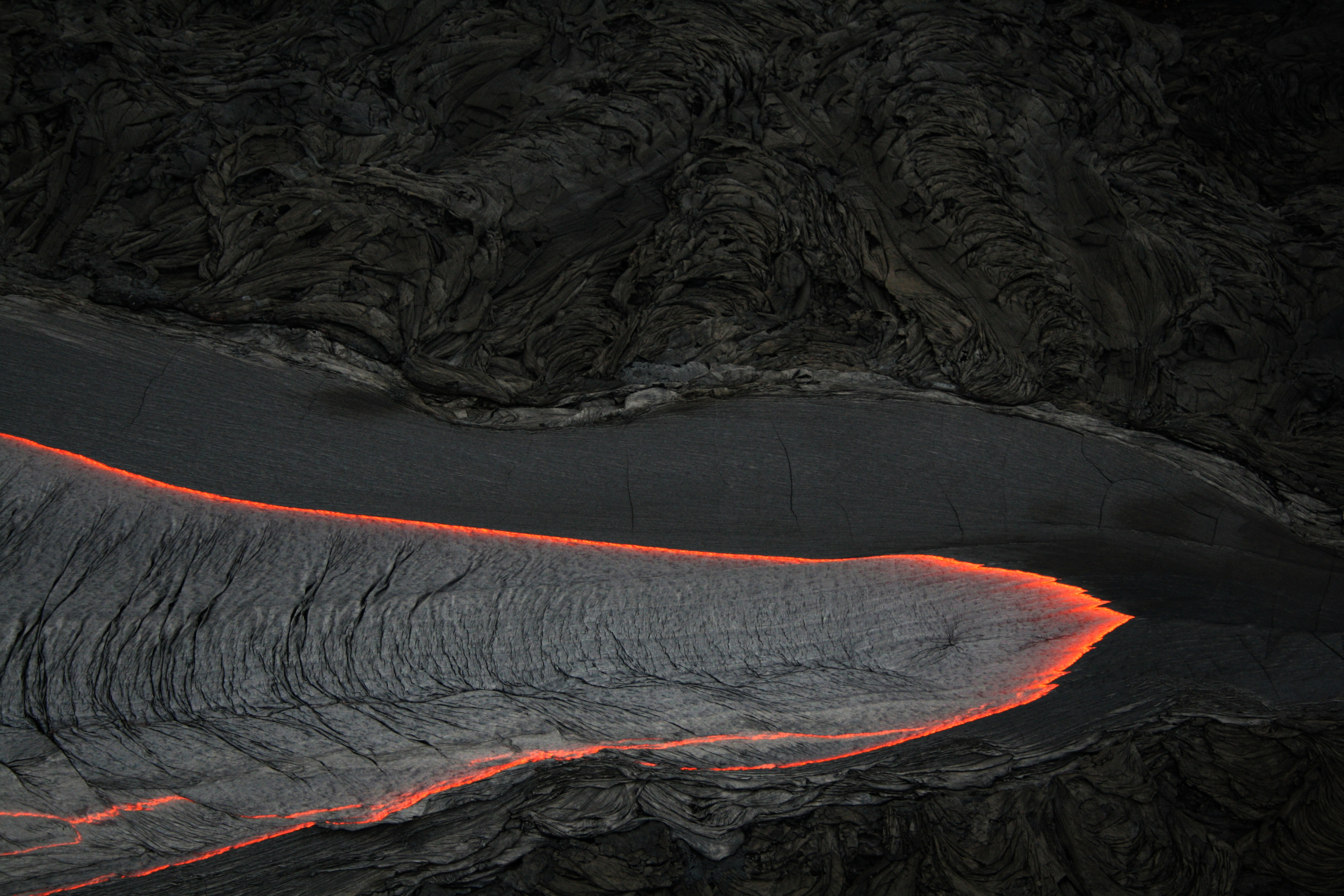
夏威夷岛2007年7月21日火山喷发的熔岩流

火山噴發的型態，受到噴出岩漿的流動性及揮發成分的量影響，有著很大的不同。揮發成分的量會影響岩漿的噴發力道。揮發成分越多，火山灰及熔岩就會被噴得越高，也就是會形成較大的爆發。岩漿流動性的指標，岩漿黏度主要是由岩漿中二氧化矽（SiO2）的含量（從50%到70%）與溫度的高低來決定。二氧化矽越多或溫度越低，岩漿就越黏，流動性也越低。另外噴出物的量越多，速度越快，被影響的區域也會跟著加大。
- 岩漿流動性高而揮發性成分少：熔岩流不斷流出，但不太會發生爆炸。例：夏威夷的冒納羅亞火山
- 岩漿流動性高且揮發性成分多：熔岩流以極高的角度噴出，有如噴泉一般。例：日本的三原山（伊豆大島）
- 岩漿流動性低且揮發性成分少：沒有爆炸，熔岩流無法流得太遠而堆積形成火山穹丘（或稱熔岩穹丘）。例：日本的昭和新山
- 岩漿流動性低而揮發性成分多：爆炸性的噴發。

舉例來說，玄武岩岩漿含二氧化矽成分少，揮發成分也相對少且溫度高、黏度小。因此玄武岩岩漿流動性大，其噴發相對較寧靜，多爲岩漿的溢出，形成大面積的熔岩臺地和盾形火山。而流紋岩和安山岩岩漿富含二氧化矽和揮發成分，其流動性差，因此火山噴發猛烈，爆炸聲巨大，有大量的火山灰、火山彈噴出，常形成高大的火山渣錐，並伴有火山碎屑流和熾熱火山雲，往往造成重災。
| 岩漿主成分 | 主要礦物     | 流動性 | 二氧化矽含量 | 主要火山形狀       |
| ---------- | ------------ | ------ | ------------ | ------------------ |
| 流紋岩     | 石英、鉀長石 | 低     | 大於70%      | 穹頂、破火山口     |
| 安山岩     | 鈉長石、輝石 | 中     | 55%-70%      | 层状火山           |
| 玄武岩     | 鈣長石、輝石 | 高     | 小於55%      | 火山錐渣、盾狀火山 |

依照岩漿成分的不同，可以簡單分為兩種不同的噴發方式。
- 寧靜式噴發：由於黏滯性小，氣體易散失，故不易爆發，而以溢流方式噴發。例如著名的夏威夷火山。
- 爆裂式噴發：黏滯性大，流動不易，內部氣體無法獲得有效的散失，致使壓力增大。當到達無法負荷時，便會以「爆炸」方式噴發。例如義大利維蘇威火山。

| 類型   | 岩漿成分       | 主要產物                 | 熔岩特性             | 造成災害                   | 例子             |
| ------ | -------------- | ------------------------ | -------------------- | -------------------------- | ---------------- |
| 寧靜式 | 玄武岩         | 熔岩為主，少量氣體與碎屑 | 基性，黏度小，溫度高 | 熔岩流，災害較小           | 夏威夷           |
| 爆裂式 | 安山岩及流紋岩 | 少量熔岩，大量蒸氣、碎屑 | 酸性，黏度大         | 火山泥流、火山碎屑流、毒氣 | 義大利維蘇威火山 |

- 註1：岩漿是指地下熔融或部分熔融的岩石。當岩漿噴出地表後，則被稱為熔岩。
- 註2：「基性」指熔岩的二氧化矽含量介於45%至52%之間，「酸性」則指二氧化矽含量超過66%

#### 岩漿上升通道的特性
依此性質，可以將火山分為：
- 裂隙式噴發：岩漿沿地表裂縫處溢流。廣大的裂縫噴發會形成大片熔岩高原，稱之為洪流玄武岩或高原玄武岩。例如：印度的德干高原
- 中心式噴發：岩漿以火山口為中心向四周噴發，在壓力的作用下，會形成猛烈的噴發。
- 區域式噴發：一個區域中有大量火山噴發，形成大量的火山聚集。例如：中國的長白山，總共有164座火山分布在1000平方公里的範圍內。
- 融透式噴發：由於岩漿的高溫，把岩漿庫頂部的岩層熔化，使大量岩漿溢出地面。有時岩漿上升停留在淺處，沒能熔化頂部岩層，而就地冷凝固結下來，使地面隆起成丘狀，稱爲潛火山或地下火山，也叫次火山。如台灣基隆山。

#### 噴發的地點
火山噴發的地點，也對噴發的型態有所影響。特別是當水存在時，會有劇烈的變化。
- 在深海中：水壓極大，無法產生爆炸，而且熔岩急速被海水冷卻，形成枕狀熔岩是其特徵。
- 在淺海、湖泊、河川中，或是爆發過程中混合了地下水：猛烈的爆炸，稱為水火山式噴發（hydrovolcanic eruption）或蒸汽噴發。
- 在冰河下：與在深海中的結果相同，但若噴發使冰河融化，可能伴隨大規模的洪水。

### 噴發的類型
火山的噴發類型是幫火山分類的其中一種方式，這會影響火山的形狀。1908年，阿爾弗萊德·拉克魯瓦（Alfred Lacroix）將火山的噴發分為四種類型：夏威夷式（Hawaiian）、斯特龙博利式（Strombolian）、伏爾坎寧式（Vulcanian）及培雷式（Peléan）。而後學者又增加兩類：冰島式（Icelandic，或稱蘇特塞式）及普林尼式（Plinian）。以上6種噴發形式為現今之分類方式，這些分類皆以其代表火山命名。但這仍不是最完善的分類方式，實際調查顯示，一座火山即使以某一種類型為主，並不代表它不會出現其他種類的噴發。

#### 夏威夷式(Hawaiian)

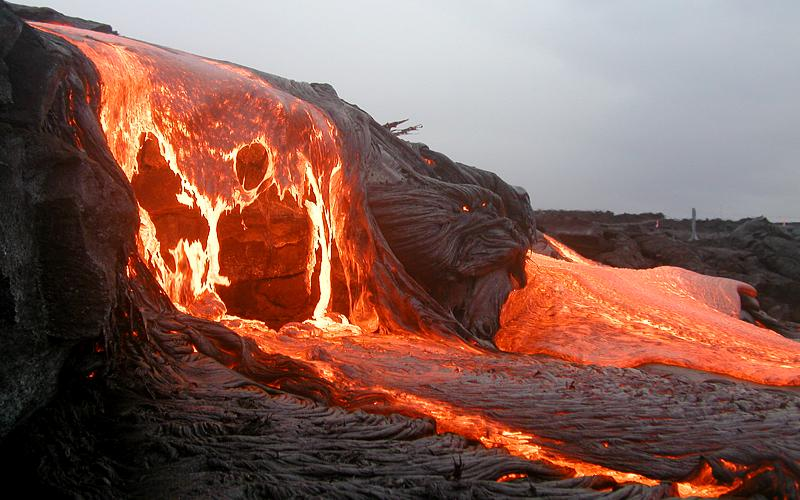
夏威夷的基拉韋厄火山：夏威夷式

此類火山的噴發物為大量基性熔岩流，岩漿黏度小，流動性大，故爆裂較少。熔岩通常從火山口和山腰裂隙溢出，氣體釋放量不定。由於噴發時岩漿受到壓力作用，到達地表時會形成熔岩噴泉。

#### 斯特龙博利式(Strombolian)

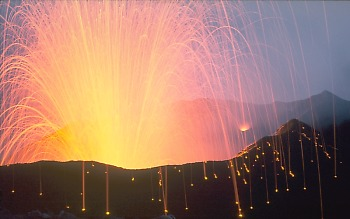
意大利的斯特龙博利火山：斯特龙博利式

斯特龙博利式的噴發是以意大利的斯特龙博利火山為範本。其噴發特徵為熾熱的熔岩「噴泉」，其熔岩的黏性比夏威夷式要大，噴發時通常伴隨著白色蒸氣雲。熔岩流厚而短，組成為玄武岩與安山岩。此種火山不斷噴出紅熱的火山渣、火山礫和火山彈，爆炸較爲溫和。大部分的火山碎屑又落回火山口，再次被噴出，其他的落到火山錐形成的坡上並滾下山坡。

#### 伏爾坎寧式

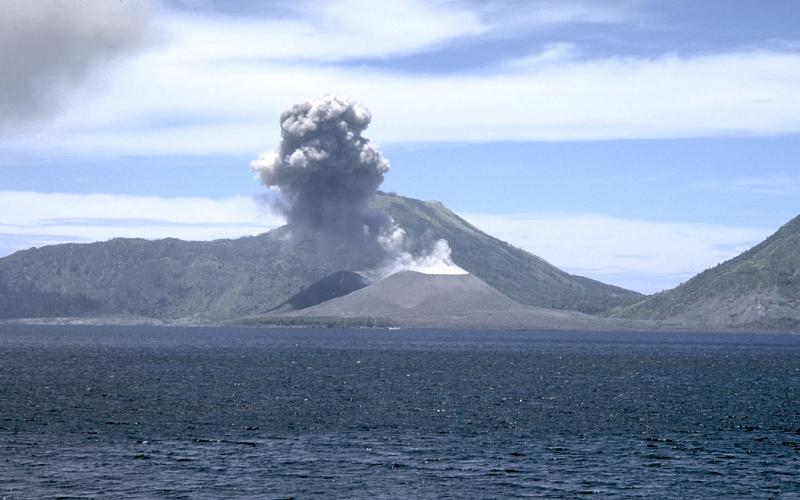
巴布亞紐幾內亞的塔瓦瓦火山：伏爾坎寧式

伏爾坎寧式的噴發是以義大利的伏爾坎寧火山為範本。這種形式的火山噴發出的熔岩，較斯特龍博利式火山的熔岩黏度更大，噴發更爲猛烈。不噴發時，熔岩在岩漿庫的出口處堆積，形成厚重的凝結外殼，氣體會在其下聚集。
當氣體的壓力增大到某個極限時，會發生猛烈的爆炸（有時足以摧毀一部分火山錐）。這個爆炸使阻塞物被炸開，一些碎片和熔岩組成的火山彈和火山渣會被噴出。同時會伴隨含火山灰的「花椰菜狀」噴發雲，這種烏雲在黑夜中非常黑暗。當火山口的「阻塞物」都被噴出後，就會有熔岩流從火山口或火山錐側緣的裂隙中湧出。

#### 培雷式

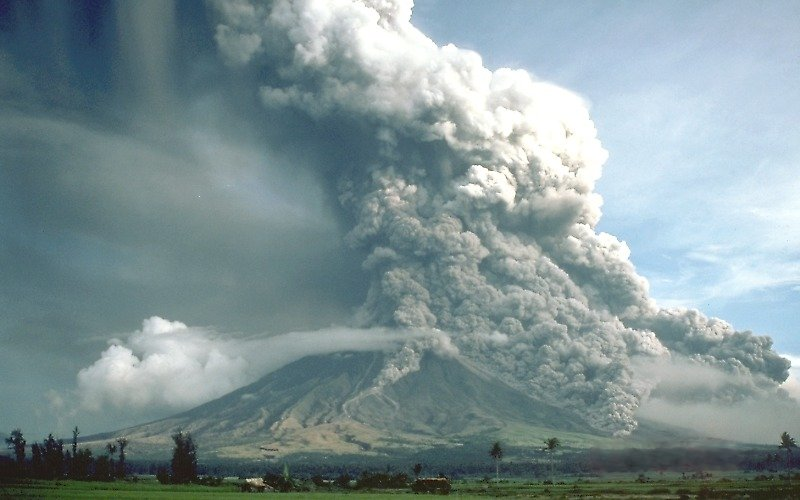
菲律賓馬榮火山：培雷式

培雷式噴發的範本是西印度群島馬丁尼克島的培雷火山，在1902年的噴發。培雷式噴發的岩漿黏度很高，爆炸特別強烈。明顯的特徵為熾熱的火山碎屑流，一種溫度非常高的氣體，夾雜大量的碎屑及岩石，沿著山坡向下移動，產生類似颱風的破壞。
在培雷式噴發中，欲向上逸散的氣體經常被火山口中的熔岩堵住，使壓力逐漸增大，最後產生爆炸。熔岩被火山灰含量很高的氣體推動而向外流出，但除了從火口中流出粘稠的熔岩外，其他地方沒有熔岩流出的現象。

#### 普林尼式(Plinian)

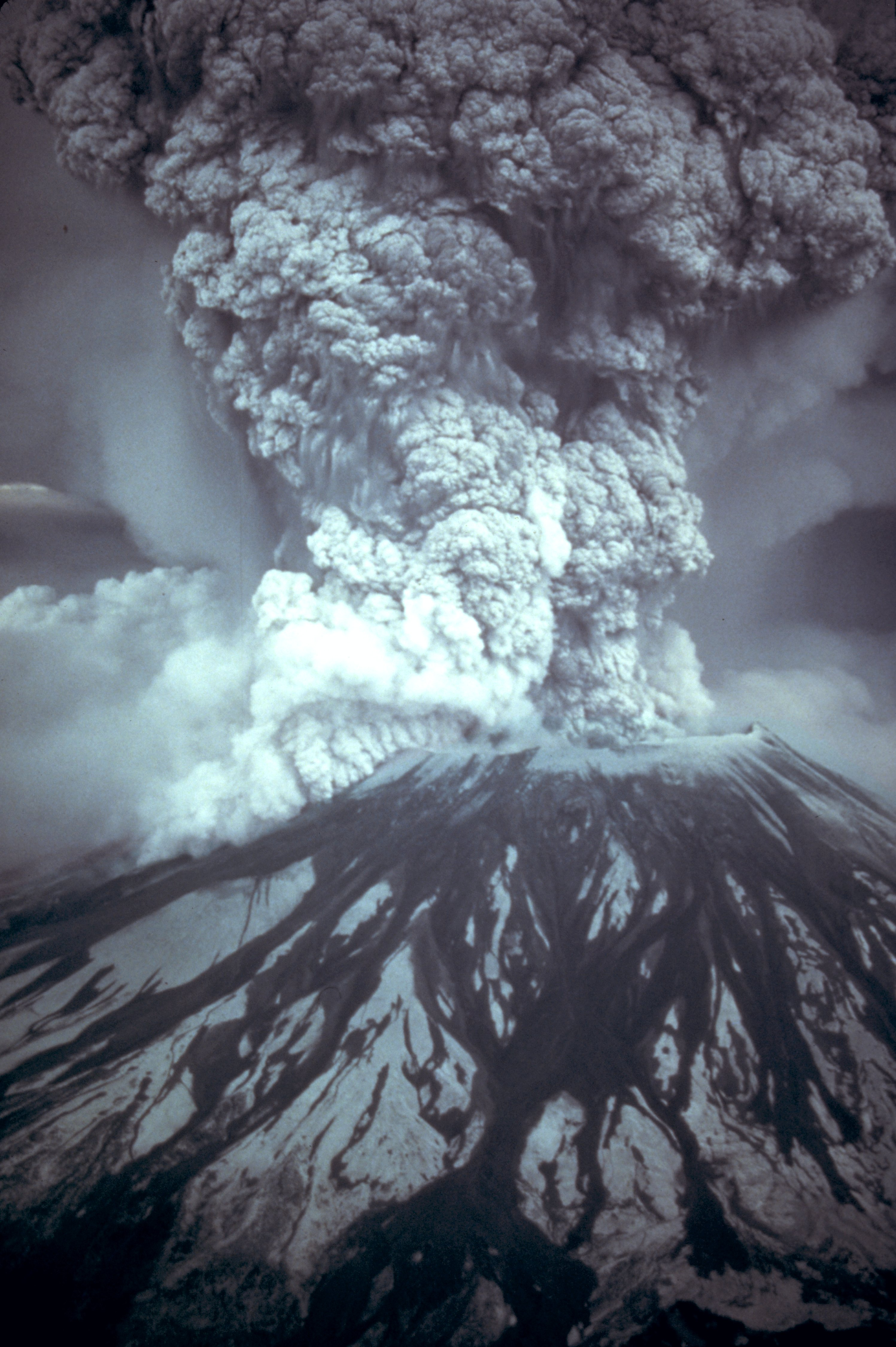
美國聖海倫火山：普林尼式

普林尼式火山噴發是目前已知最猛烈的噴發型態。儘管與培雷式噴發有些類似，但它們是不同的 （页面存档备份，存于） 。普林尼式噴發有兩個最主要的特徵，第一是—非常強烈的氣體噴發（產生數十公里高的煙柱），第二是—噴發會伴隨大量浮石的生成。普林尼式噴發的岩漿黏度非常高，火山碎屑物通常占總噴出物的90%以上。噴出物以浮石、火山灰為主，分佈區域廣大。噴發煙柱因重力牽引下降時形成大規模的火山碎屑流。僅噴出極少量的熔岩。由於爆發強烈及物質大量抛出，常形成錐頂崩塌的破火山口。「普林尼式噴發」這個名字是為了紀念古羅馬的老普林尼。此種噴發的範本是79年維蘇威火山的爆發，這次爆發使龐貝城被埋在平均7公尺厚的浮石層之下。同類型還有喀拉喀托火山，它在1883年時爆發令人類開始記錄這個毀滅一切及引發海嘯的火山，其爆炸威力相當廣島投下原子彈的12000倍，其爆炸遠至毛里裘斯也能夠聽到，爆發後整座山幾乎被震毀。它亦令世界氣候轉變。1980年5月18日美國聖海倫火山的爆發也是普林尼式。

#### 冰島式
冰島為著名火山島，有著烈隙式噴發為主的特殊形式噴發，當高溫玄武岩岩漿與海水接觸，會產生水蒸氣爆炸並散佈大量火山灰。此噴發形態通常位於淺海或陸上的烈隙縫流出岩漿，因此被歸類於水火山（海底火山）的一種。同類火山群有台灣澎湖列島以及夏威夷的冒納羅亞火山。

#### 其他噴發型式
- 玄武岩泛流噴發（Flood basalt）：岩漿沿一個巨大的裂隙或裂隙群上升，噴出地表。岩漿以玄武岩爲主，通常形成熔岩高原。因爲玄武岩岩漿之流動性大，且熔岩噴出量大，少有爆發的情況。此種噴發在地形平坦處看似洪水泛濫，到處流溢、分佈面積廣，因而得名。
- 超级火山（Supervolcano）：巨型火山幾乎無岩漿的爆炸性噴發，火山碎屑占總噴出物的75%至100%。通常形成巨大的破火山口。此種噴發產生的大量碎屑物質可能影響全球的氣候變遷，會造成大量財物損失及傷亡。例如：黃石國家公園的破火山口即是一例。
- 氣體噴發（或稱湖泊噴發）：噴出物只有氣體，完全不含其他物質。目前已知會進行氣體噴發的只有非洲的三個湖泊，1986年喀麥隆尼奧斯湖的噴發是一個典型的例子。

## 火山碎屑
火山碎屑在冷凝膠結後，亦可形成岩石。由火山塵和火山灰聚集形成的岩石為凝灰岩（tuff）；由火山礫火山塊和火山彈膠結而成的岩石稱為集塊岩（agglomerate，圓礫為主）或火山角礫岩（volcanic breccia，角礫），若是兼具大小碎屑所組成之岩石，則稱為凝灰角礫岩。 
| 粒徑大小（公釐） | 火山碎屑名稱                 |
| ---------------- | ---------------------------- |
| <0.25            | 火山塵                       |
| 0.25~4           | 火山灰                       |
| 4~32             | 火山礫                       |
| >32              | 火山塊、火山彈（兩端呈尖狀） |

## 火山的活躍程度

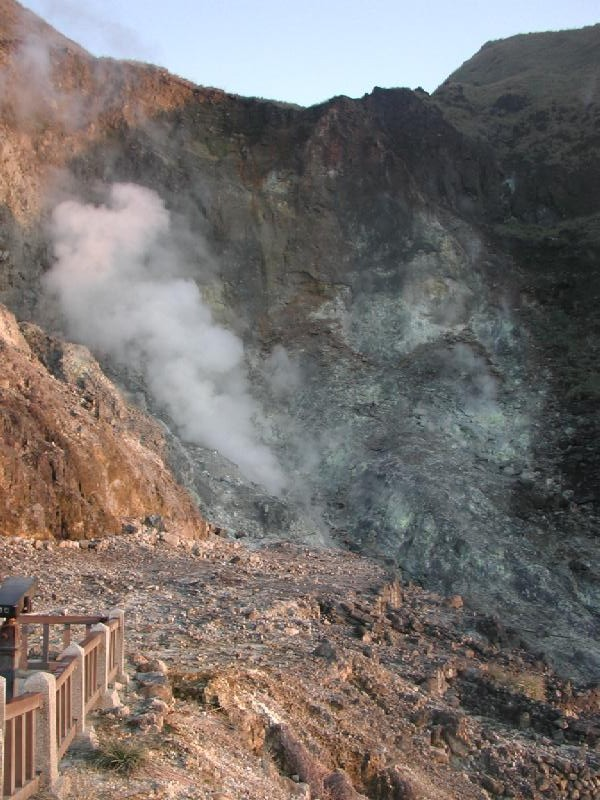
台灣七星山小油坑，是一個爆裂口

火山的活躍程度可以大致分為三種：活火山（地底岩漿庫存在且正在活動）、休眠火山（地底岩漿庫存在但暫不活動，也稱睡火山）及死火山（地底岩漿庫已不存在，已無任何活動）。火山學家目前對如何界定以上三種火山尚無結論。因為火山的活躍週期非常不固定，短至數天，長至數百萬年。而且有些火山只有非爆發性的活動，例如地震、氣體溢散等。

### 後火山作用
火山活動終止之後，地底下仍然有殘留的熱能。這些餘熱加熱地底下殘留的氣體，使地底下累積之蒸氣壓力增大。最後在某些特定地點，如火山口或斷層附近爆破地面而出，造成爆裂口。例如台灣陽明山國家公園的小油坑即是一個爆裂口。在爆裂口內常有噴氣孔、硫氣孔和溫泉的存在。氣體及受熱地下水也有可能沿著斷層裂隙衝出地表，直接形成噴氣孔或溫泉。這些現象稱為後火山作用。而噴出的含硫氣體因溫度驟降可直接凝華成自然硫，例如台北大屯火山群與基隆外海龜山島的自然硫。

## 火山災害
火山造成的災害是產生了泥流堆積類似一般人所熟悉的土石流，是火山物質混雜大量的水所形成，其成因很多，主要可歸納為兩種：
1. 熱的火山碎屑流、熔岩流或火山湧浪流在流動的過程中，碰到大量的地表水，如河、湖水或雪而形成，因其形成時，溫度可能還很高，故此種機制所形成的堆積物，稱為熱的火山泥流堆積（hot lahar）。
2. 火山噴發後堆積在斜坡上未固結、鬆散的火山灰落堆積物、火山碎屑流堆積物和火山湧浪流堆積物，受到大雨沖刷或地震引起的崩塌，流入河流或湖泊內，都會形成火山泥流，此種機制所形成的堆積物，稱為冷的火山泥流堆積（cold lahar）。

火山泥流堆積如土石流，不僅能淹沒廣大的區域，同時也能沖垮任何建物，如1985年哥倫比亞内瓦多·德·鲁伊斯火山和菲律宾皮纳图博火山的噴發，前者因噴發所引起的火山泥流，把整個河谷和城鎮淹沒，造成近2500人死亡；後者則是火山噴發後，所堆積的未固結火山灰受到豪雨的沖刷侵蝕，引發了火山泥流堆積，虽事前有所防患，未造成人員傷亡，但仍然淹沒及沖毀廣大區域，造成重大的財產損失。
火山噴發和人類的活動息息相關。火山作用具有毀滅性的破壞力，不僅造成人類財產的損失，更會危及人類與大自然動、植物的生命；如西元79年維蘇威火山爆發，大量的火山灰覆蓋了鄰近的龐貝城，導致龐貝城不到一分鐘在歷史上絕跡，火山泥流則淹沒了赫庫蘭尼姆城。到17世紀龐貝城才被世人發現，而且城中居民的屍体大部份也是保存得很完整。又如1991年的日本雲仙火山的爆發，造成數千名居民無家可歸，以及奪走了35條人命；皮纳图博火山的爆發，使得美國不得不放棄在西太平洋最大的海、空軍基地——克拉克空軍基地與蘇比克灣海軍基地等；1902年，馬提尼克的培雷火山爆發，使得這個法國的殖民地，一度無法回復之前的繁榮。1815年印尼坦博拉火山爆發的影響，北半球天氣出現的嚴重反常。歐洲、北美洲及亞洲都出現災情，夏天出現罕見低溫；歐洲及美洲農業生產受影響尤甚；亞洲氣候亦受影響，中國雲南因而出現飢荒。
2010年埃亚菲亚德拉火山爆发造成了欧洲航空旅行的重大中断。

## 火山監測
故此，目前火山活躍的地區，皆設有火山觀測站，如最古老的1845年維蘇威火山觀測站、美國黄石火山观测站、台灣大屯火山觀測站等等。以盡早發出預警，幫助居民撤離，保障人民生命財產安全。
監測方式包括，地震監測、火山氣體監測、地殼變形監測(水平儀測量)等。各觀測所皆有工作人員駐守，包括冰島火山監測人員在世界杯期間仍然在看守火山。

## 火山的益處
火山的益處舉凡火山地質、火山地形及後火山作用的地熱和溫泉，肥沃火山土壤，都帶給人們相當多的益處。
火山作用對人類並非完全有害無益。例如岩漿只要能留在地表下，就是很好的地熱來源。火山附近常有溫泉或熱泉，這就是因為岩漿散發出的熱度使地下水變熱而形成的。這種熱源我們稱為地熱，規模大的可形成「地熱田」。
火山作用的另一個好處是為地球製造陸地。地球表面大約有71%被海水所覆蓋，海底火山經年累月不斷地冒出岩漿，冷凝成岩石，如此長期堆積，直到有一天岩石高出水面形成島嶼。夏威夷群島與冰島就是這麼形成的，至今，島上還有活動火山不時噴出岩漿。
此外，火山爆發所形成的火山灰雲層會在爆發後一段時間內影響該區阻擋太陽光，該區的平均溫度亦因此下降，科學家認為火山爆發是地球天然的氣候調整機制。

## 重要火山
现在的科学发现表明，在许多行星和卫星上都有火山。在太阳系中现在有確實證據證明仍有火山活动的是地球和木星的卫星埃歐（木卫一）。地球上的火山活动平均每年大约有50多次。但是其中大部分都是在海底和人迹罕至的群山中，因此对人类产生影响的火山活动感觉上很少。

### 地球火山
16個被選為「十年火山」 （页面存档备份，存于） 觀測計劃的主要火山是：
- 俄羅斯堪察加半島的阿瓦恰-科里亞克火山群
- 墨西哥的科利馬火山
- 義大利的埃特納火山
- 哥倫比亞的加勒拉斯火山
- 美國夏威夷州的冒納羅亞火山
- 印尼的默拉皮火山
- 剛果民主共和國的尼拉貢戈火山
- 美國華盛頓州的雷尼爾山
- 日本鹿兒島縣的櫻島火山
- 瓜地馬拉的聖地亞古多火山
- 希臘的聖多里尼火山
- 菲律賓的塔阿爾火山（Taal）
- 西班牙加那利群島的泰德峰（Teide Peak）
- 巴布亞新幾內亞的烏拉旺火山（Ulawun）
- 日本的雲仙岳
- 義大利的維蘇威火山

大塔穆火山，位于日本东部1000英里的太平洋海底，占地面积12万平方英里，也是迄今为止已知的太阳系中最大的火山之一。面积堪比美国新墨西哥州。大约1.45亿年前形成，在其形成的几百万年后成为不活跃火山。

### 太陽系中其他的火山

木星的衛星木衛一特瓦史塔火山爆发表面上方的烟流高達330 km（205 mi）.

月球沒有火山活動，但仍具有許多曾有火山活動的特徵，諸如月海、月谷及拱丘等。金星的表面有90%是玄武岩，地表地形有80%為火山地形，表示在金星表面形成的過程中，火山扮演了非常重要的角色。金星可能在5億年前有過全星球的表面再造運動，科學家發現的證據包括表面隕石坑的密度等。熔岩流在金星可說是非常普遍，而且各種不在地球上出現的火山作用也在金星上出現。金星大氣層組成的變化及闪电的發生，被認為是因進行中的火山噴發而造成。但目前沒有任何的確切證據能說明金星的火山是否仍然活躍。
觀測發現，火星上有一些死火山，包括四座巨大的盾狀火山，比地球上任何一座山都來的巨大。這些山包括了：阿爾西亞山、艾斯克雷爾斯山、赫克提斯山、奧林帕斯火山及帕弗尼斯山。美國太空總署、歐洲太空總署及義大利太空總署（Italian Space Agency）合作發射了火星探測太空船，『火星快車號』號。這個計劃的主要目標是要尋找地下水源和合適登陸的地點，並研究火星的大氣層、行星結構和地質構造。這個計劃發現了一些證據，顯示奧林帕斯火山可能尚未完全熄滅。這可能推翻「這些火山早在數百萬年前就已成為死火山」的說法。

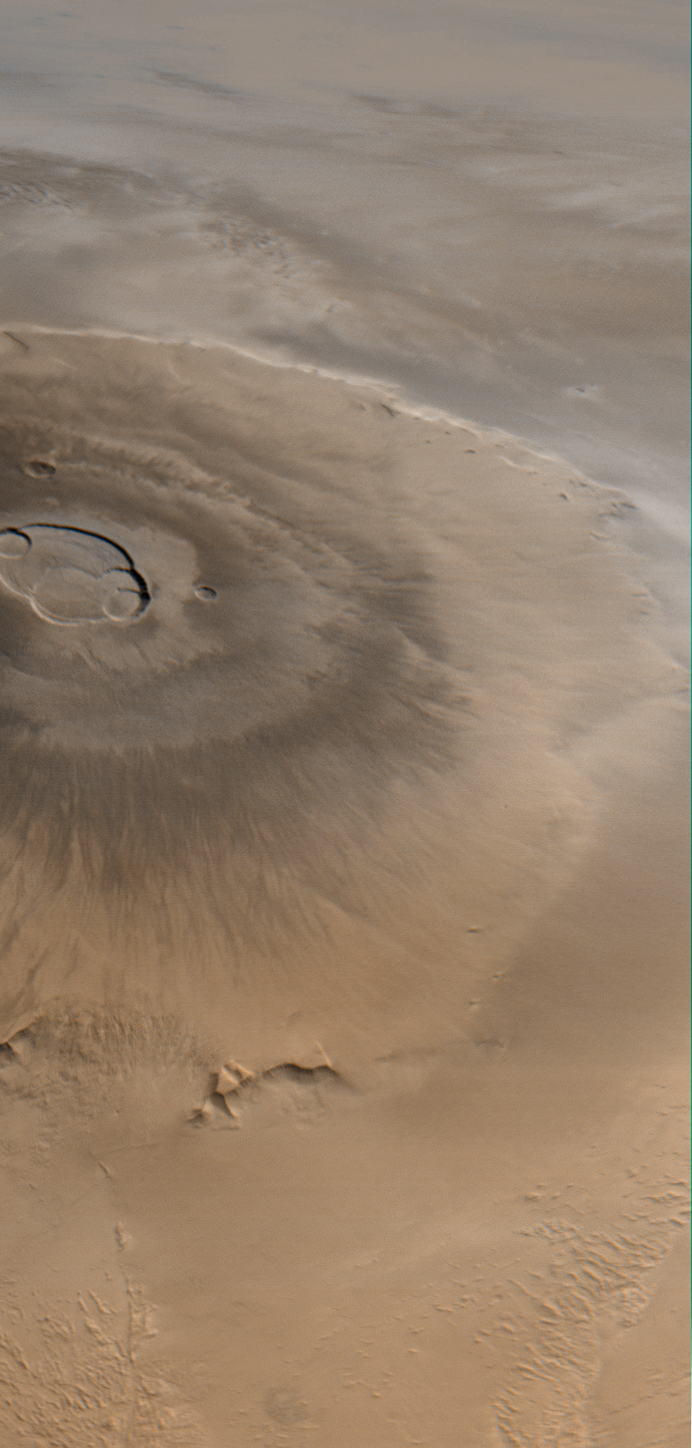
火星上的奧林帕斯火山是太陽系中已知的最高的火山.

木星的衛星埃歐是太陽系中火山活動最劇烈的星體，原因是來自它與木星、木衛二及木衛三的潮汐力作用，這個力量使木卫一扭动、弯曲，幅度约100公尺，並在這個過程中产生能量。埃歐的火山會噴出硫磺、二氧化硫及矽酸鹽岩石，使得整個衛星的地貌完全改變。埃歐的表面有大量的破火山口、硫湖、連綿不絕的火山山脈。
埃歐的火山所噴出的岩漿是目前已知最熱的，溫度約為1800 K（1500℃）。木衛一火山的噴發物可以射至極高處，離表面可達300公里以上，在噴發出的一刻，其速度可達每秒一公里。在2001年2月，太陽系中有史以來最大的火山活動在埃歐發生。來自聖路易大學及華盛頓大學的研究人員對木衛一上的火山噴發進行電腦模擬實驗。實驗結果顯示，木衛一的火山所噴出的熔岩能將其表面的鈉、鉀、矽及鐵等物質及化合物熔化、蒸發到大氣中。這些氣態物質與火山噴出的氣體（含亞硫化物及氯化物）發生反應，形成了木衛一大氣獨特的組成成份：鈉的氯化物、鉀的氯化物及鎂和鐵的二氯化物。

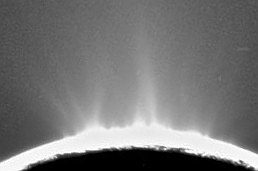
土衛二上的冰火山

木星的另一顆衛星，歐羅巴（木星的四顆伽利略衛星中最小者），也被認為擁有活躍的火山系統。但是它的火山「熔岩」組成完全是水，並且在歐羅巴寒冷的表面結冰。這使它的火山噴發時看起來就像是一個凍結的噴泉。這種型態的火山現在被稱做冰火山（cryovolcanism），是類木行星的衛星上最常見的火山噴發形式。冰火山的噴出物可能由水、冰、液態氮及液態甲烷組成。
1998年，航海家二號太空船發現了海王星其中一顆衛星，崔頓上的冰火山。在2005年，卡西尼-惠更斯號的探測器拍攝到了土星的其中一顆衛星，土衛二上的水蒸氣噴發。卡西尼-惠更斯號也發現了土衛六上一座冰火山噴出液態甲烷的證據。這被認為是造成土衛六大氣層中高甲烷含量的原因。科學家推論，古柏帶天體中的小行星50000（Quaoar 50000）可能也有冰火山活動的存在。

## 火山學
火山學是一門研究火山、熔岩、岩漿及相關地質現象的學問，研究的人稱為火山學家。18世紀的蘇格蘭人威廉·漢密爾頓是知名的早期火山學家，他喜歡實際觀察火山爆發現象，不願像當時很多「安樂椅上的科學家」一樣，只是自己創造理論。同是18世紀的法國地質學家德歐達·葛那特·德·多洛米厄是現代火山學的創始人之一，他的科學論著非常重要。
火山學家常常要實地造訪火山（特別是活火山）來觀察火山噴發，採集噴發的產物，例如火山噴發碎屑、岩石及熔岩樣本。另外一個研究的重心是預測火山的噴發。目前並沒有準確的方法可以預測火山的噴發，但是預測火山的噴發如同預測地震一樣可以拯救許多生命。
科學家中最危險的行業之一就是火山學家，因為突如其來的火山噴發隨時可能在研究活火山時發生意外死亡。

## 神話與傳說
对于古希腊人来说，火山爆发是由泰坦造成的。 泰坦巨人与奥林匹斯诸神战斗，在可怕的战斗中他们震撼了地球。
发动战争的泰坦巨人“提丰”(古希腊语Τυφῶν），塔尔塔罗斯和盖亚（地球的传奇名称）的儿子，为了惩罚他的无礼，诸神将他囚禁在埃特纳火山下面。 但是他并没有放弃。 他的尖叫声和哭声在几英里外都听得到，他在愤怒中摇动着大地，白炽的呼吸从火山口中冒出来。
另一传说中，火山隐藏了一个车间。 赫菲斯托斯（希腊神话中的火神和火山神，希腊语 Ἥφαιστος），在地中海之下为神锻造武器。 木星的闪电和阿喀琉斯的武器和盾牌。 
最后一个传说描写的则是独眼巨人，其唯一的眼睛象征着火山的嘴，而它们的身材和力量却比群山高。 因此，从地中海火山喷出的是赫菲斯托斯和独眼巨人的工作所引起的烟雾和火花。
后来通过观察和逻辑推论，古希腊人才想到了火山的真实本质，彼时控制着主要海上贸易的克里特岛的繁荣文明在公元前1650年崩裂了。 猜想是由于圣托里尼岛上的火山喷发，涉及首都克诺索斯。 从火山喷出的第一层浮石高出四米厚，随后，火山爆炸自毁，并将圣托里尼岛埋在约60米的浮石层下。 火山的残留物最终沉入海中，但是地震后的海啸造成了两百米高的海浪，席卷了克里特岛的沿海定居点。
后来柏拉图在他的作品《克里特里亚斯》中描述了这个故事，这很可能源于亚特兰蒂斯的传说。
罗马人随后继承了传说和恐惧，首先取代了主人公的名字：提丰(Τυφῶν)被改为Encelade，赫菲斯托斯则被描写成是罗马的火神沃尔坎（Vulcano）。
甚至在后来通过基督教传入罗马的旧约圣经中，也发现了火山的痕迹。